# Balıkesir
Balıkesir är huvudstad i provinsen Balıkesir. Balıkesir ligger i Marmararegionen i nordvästra Turkiet, och folkmängden uppgick till 314 958 invånare i slutet av 2022. Det gamla namnet är Karesi.